# Боришево
Боришево (пол. Boryszewo) — село в Польщі, у гміні Дарлово Славенського повіту Західнопоморського воєводства.
Населення — 193 особи (2011).
У 1975-1998 роках село належало до Кошалінського воєводства.

## Демографія
Демографічна структура станом на 31 березня 2011 року:
|          | Загалом | Допрацездатний вік | Працездатний вік | Постпрацездатний вік |
| -------- | ------- | ------------------ | ---------------- | -------------------- |
| Чоловіки | 98      | 27                 | 64               | 7                    |
| Жінки    | 95      | 30                 | 48               | 17                   |
| Разом    | 193     | 57                 | 112              | 24                   |